# Scambus divergens
Scambus divergens là một loài tò vò trong họ Ichneumonidae.